# 낙지
낙지(영어: Octopus minor, Korean common octopus 또는 long arm octopus, 문화어: 서해낙지)는 연체동물의 하나이다. 한자어로는 석거(石鋸)라고 하며, 장어(章魚)·낙제(烙蹄)라고도 쓴다.

## 생태
연안의 조간대에서 심해까지 분포하지만 주로 얕은 바다의 돌틈이나 진흙 속에 굴을 파고 산다. 바위 틈이나 진흙에 판 굴 속에 있다가 팔을 밖으로 내어 먹이를 잡아먹는다. 간의 뒤쪽에 먹물주머니가 있어 쫓기거나 위급할 때 먹물을 내어 주위의 물을 물들임으로써 자신을 적으로부터 보호한다. 산란기는 5-6월이며 팔 안쪽에 알을 낳는다. 한국·일본·중국 등지에 분포한다.

## 식품

### 효능
- 낙지는 타우린을 함유한 저칼로리 식품으로 단백질, 인, 철, 비타민 성분이 있어 콜레스테롤을 억제하며 빈혈예방의 효과도 있다.

- 낙지는 무기질과 필수 아미노산 풍부하게 함유되어 있다.[1]

- 낙지는 타우린과 베타인 성분을 많이 함유하고 있어, 원기회복과 피로해소에 좋으며 지방간을 예방해준다.[1]

자산어보에 보면, 맛이 달콤하고 회·국·포를 만들기 좋다고 했으며, 동의보감에 성(性)이 평(平)하고 맛이 달며 독이 없다고 했다.

### 요리
- 낙지볶음
- 연포탕
- 산낙지(낙지회)

## 세발낙지
세발낙지는 다리가 가느다란(細, 가늘 세) 낙지를 뜻하며, 다리의 개수는 8개이다. 이는 성장 과정의 차이로 발생하는 것이다. 즉, 아직 성체가 되지 않은 어린 낙지가 세발낙지이며, 낙지와 다른 종이 아니다. 세발낙지로 만드는 낙지호롱이 유명하다.

## 낙지 유해성 논란
2010년 10월 12일 오세훈 서울시장이 낙지머리에서 카드뮴 기준치인 1kg당 2.0mg 이상의 카드뮴이 검출됐다고 발표했으며 그로 인해 오세훈과 어민간의 낙지 유해성 논란이 일었다.

## 사진

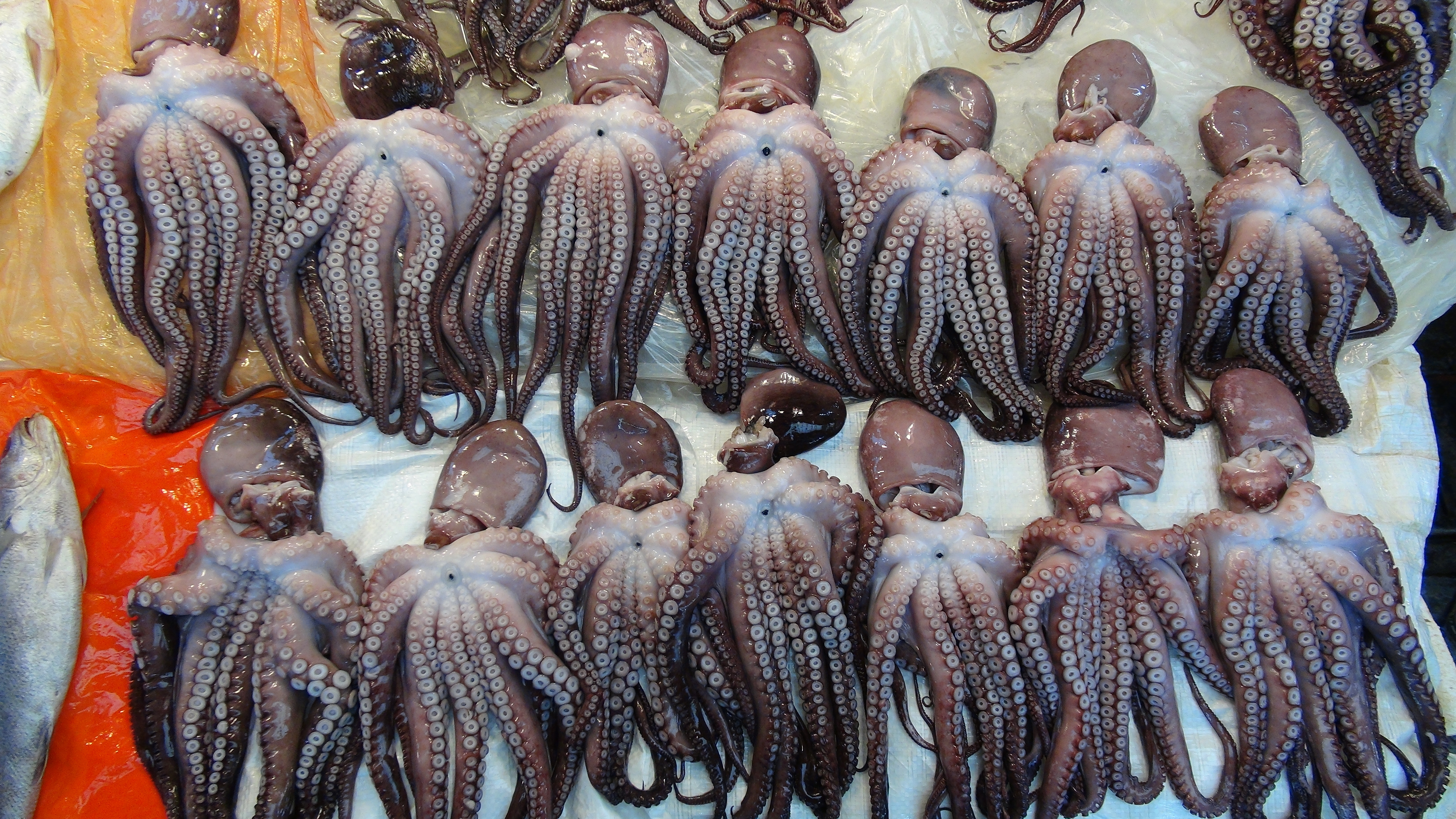
어시장의 낙지
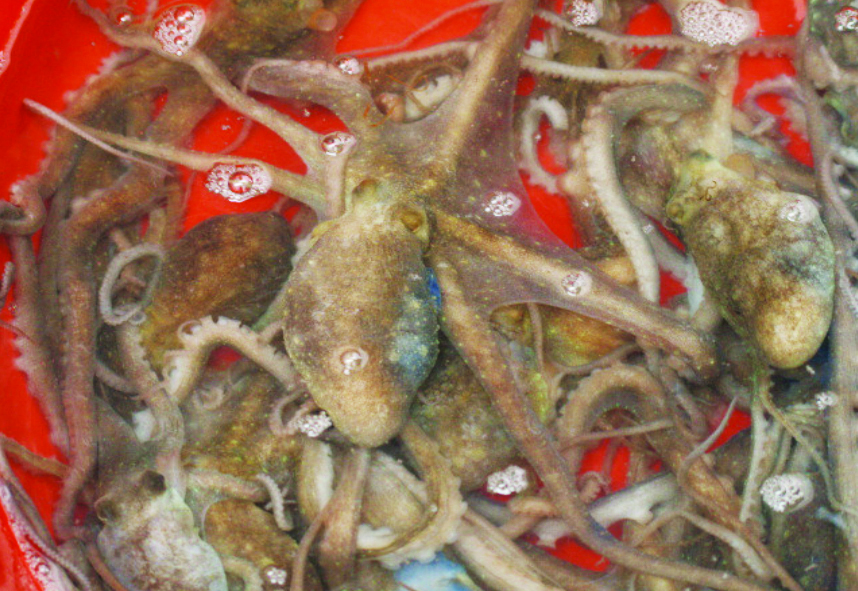
서산 갯벌낙지

## 같이 보기
- 산낙지